# Статуя Авраама Лінкольна (Капітолій США)
Статуя Авраама Лінкольна — скульптура роботи Вінні Рім, установлена в ротонді Капітолія США у Вашингтоні, округ Колумбія. Статую завершено 1871 року.